# Martin (Kentucky)
Martin é uma cidade localizada no estado americano de Kentucky, no Condado de Floyd.

## Demografia
Segundo o censo americano de 2000, a sua população era de 633 habitantes.
Em 2006, foi estimada uma população de 637, um aumento de 4 (0.6%).

## Geografia
De acordo com o United States Census Bureau tem uma área de
1,2 km², dos quais 1,2 km² cobertos por terra e 0,0 km² cobertos por água. Martin localiza-se a aproximadamente 227 m acima do nível do mar.

## Localidades na vizinhança
O diagrama seguinte representa as localidades num raio de 24 km ao redor de Martin.